# Psychotria pseudoixora
Psychotria pseudoixora är en måreväxtart som beskrevs av Charles-Joseph Marie Pitard. Psychotria pseudoixora ingår i släktet Psychotria och familjen måreväxter. Inga underarter finns listade i Catalogue of Life.